# ريتشل سيمونز
ريتشل سيمونز (بالإنجليزية: Rachel Simmons)‏ هي كاتِبة أمريكية، ولدت في 10 أغسطس 1974.

## وصلات خارجية
- الموقع الرسمي
- ريتشل سيمونز على موقع IMDb (الإنجليزية)